# Western Brook Pond
Der Western Brook Pond ist ein Fjord im Gros-Morne-Nationalpark im Westen der zur kanadischen Provinz Neufundland und Labrador gehörenden Insel Neufundland, dessen Verbindung mit dem Meer aufgrund einer Hebung der Küste verloren ging, so dass er heute einen See darstellt. Der Abstand vom Meer beträgt 2,5 km.  

## Geographie und Entstehung
Der Western Brook Pond ist 16 km lang und bis zu 165 m tief. Das umgebende Bergmassiv ist bis zu 600 m hoch. Der See besitzt eine Wasserfläche von 23 km² und liegt auf einer Höhe von etwa 25 m. Das Einzugsgebiet des Sees umfasst etwa 170 km². 
Der 10 km lange Western Brook entwässert den See zur nahe gelegenen Küste des Sankt-Lorenz-Golfs. Die Route 430 verläuft etwa 2,3 km westlich vom See. Von dieser führt ein Pfad zum westlichen Seeufer. Die Pissing Mare Falls, der zweithöchste Wasserfall in Kanada und Platz 199 der höchsten Wasserfälle der Erde (siehe auch Liste der bekannten Wasserfälle), befindet sich am östlichen Südufer des Sees.
Der Western Brook Pond wurde in der Zeit von vor etwa 25.000 bis 10.000 Jahren während der Kaltzeit durch Gletscher geformt. Nachdem diese schmolzen, verlor der Fjord die Verbindung zum offenen Meer. Der Fjord ist heute mit einem der reinsten Süßwasser der Erde gefüllt.

## Tier- und Pflanzenwelt
Der Fjord ist über einen befestigten, drei Kilometer langen Holzpfad erreichbar, der durch eine Moorlandschaft führt. Hier sind unter anderem fleischfressende Pflanzen wie Schlauchpflanze, Sonnentau oder Fettkraut zu finden.
Im Abfluss des Western Brook Pond sowie im See selber kommt der Atlantische Lachs, der Bachsaibling, der Arktische Stint, der Amerikanische Aal sowie der Dreistachlige und der Neunstachlige Stichling vor. Zu den Säugetieren, die sich in der Region im Wasser aufhalten, gehört der Amerikanische Nerz (mink), der Nordamerikanische Fischotter, der Kanadische Biber sowie die Bisamratte.

## Tourismus
Der Western Brook Pond kann in der Sommersaison (Juni bis Oktober) per Boot besichtigt werden. Ein ortsansässiger Schiffsbetreiber stellt hierfür zwei Boote bereit, von denen das eine Boot 70, das andere maximal 90 Personen transportieren kann. 
Bei einer Bootstour ist es auch möglich, am Ende des Fjords das Boot zu verlassen und dort das Bergmassiv hinauf zu wandern.

## Trivia
- Nachdem Teile des umgebenden Bergmassivs in den Fjord herabgebrochen sind, kam es Anfang des 20. Jahrhunderts zu einem 30 m hohen Tsunami.[4]

- Die Besichtigungsboote im Fjord mussten ganz oder in Einzelteilen per Helikopter in die Fjordbucht eingeflogen werden, da das Gelände rundherum per Landweg nicht befahrbar ist.

## Bilder

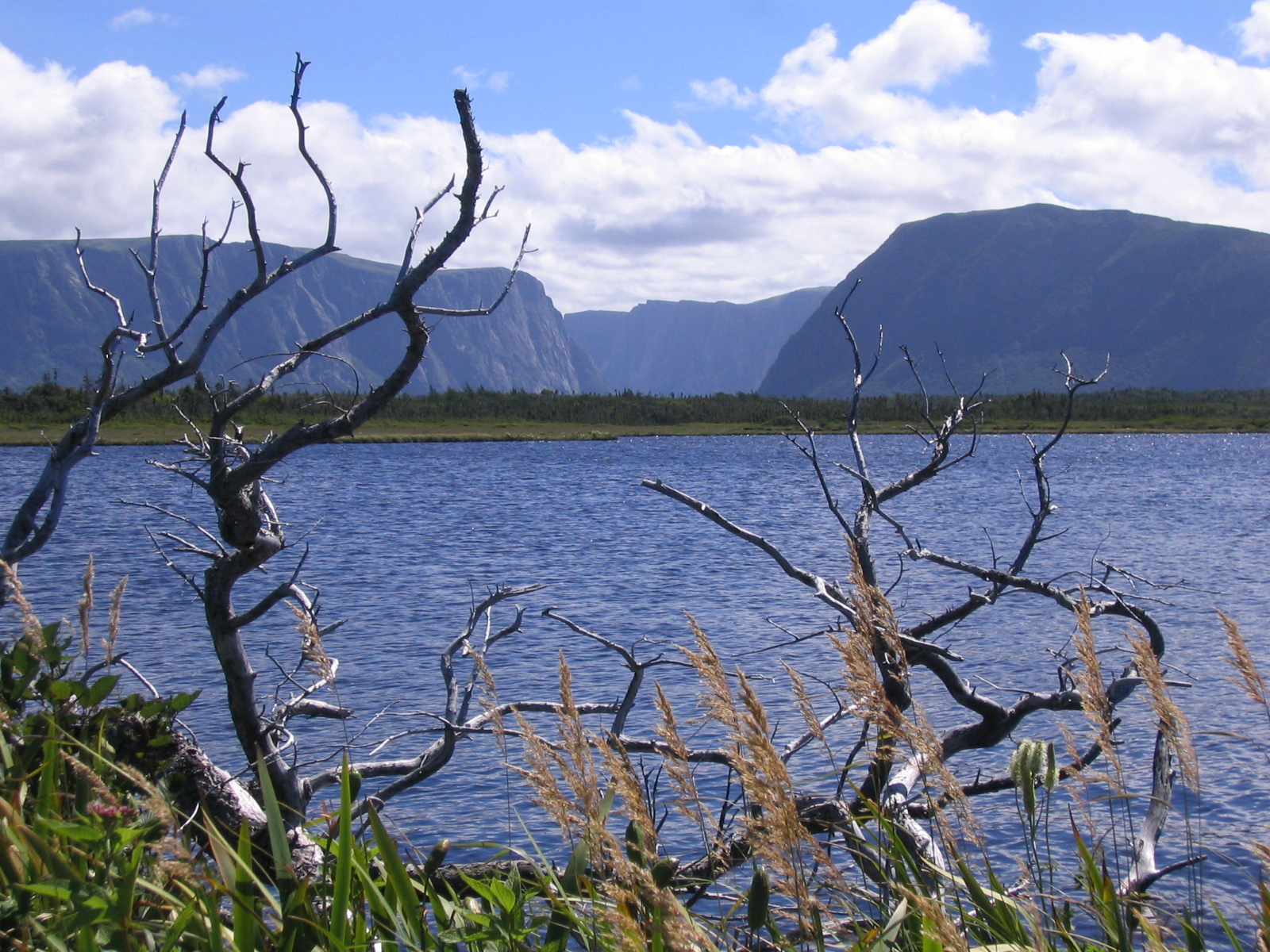
Western Brook Pond, vom Wanderpfad aus gesehen
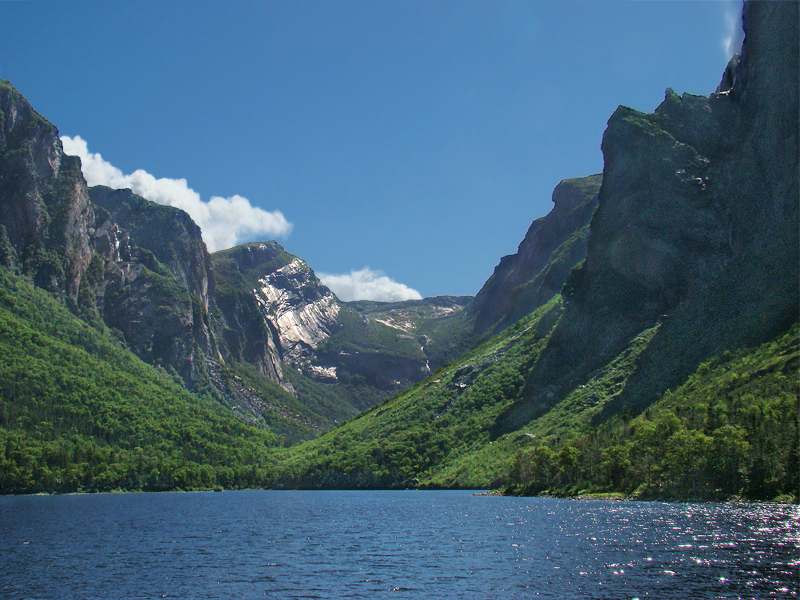
Östliches Ende des Western Brook Pond